# Dobratsch

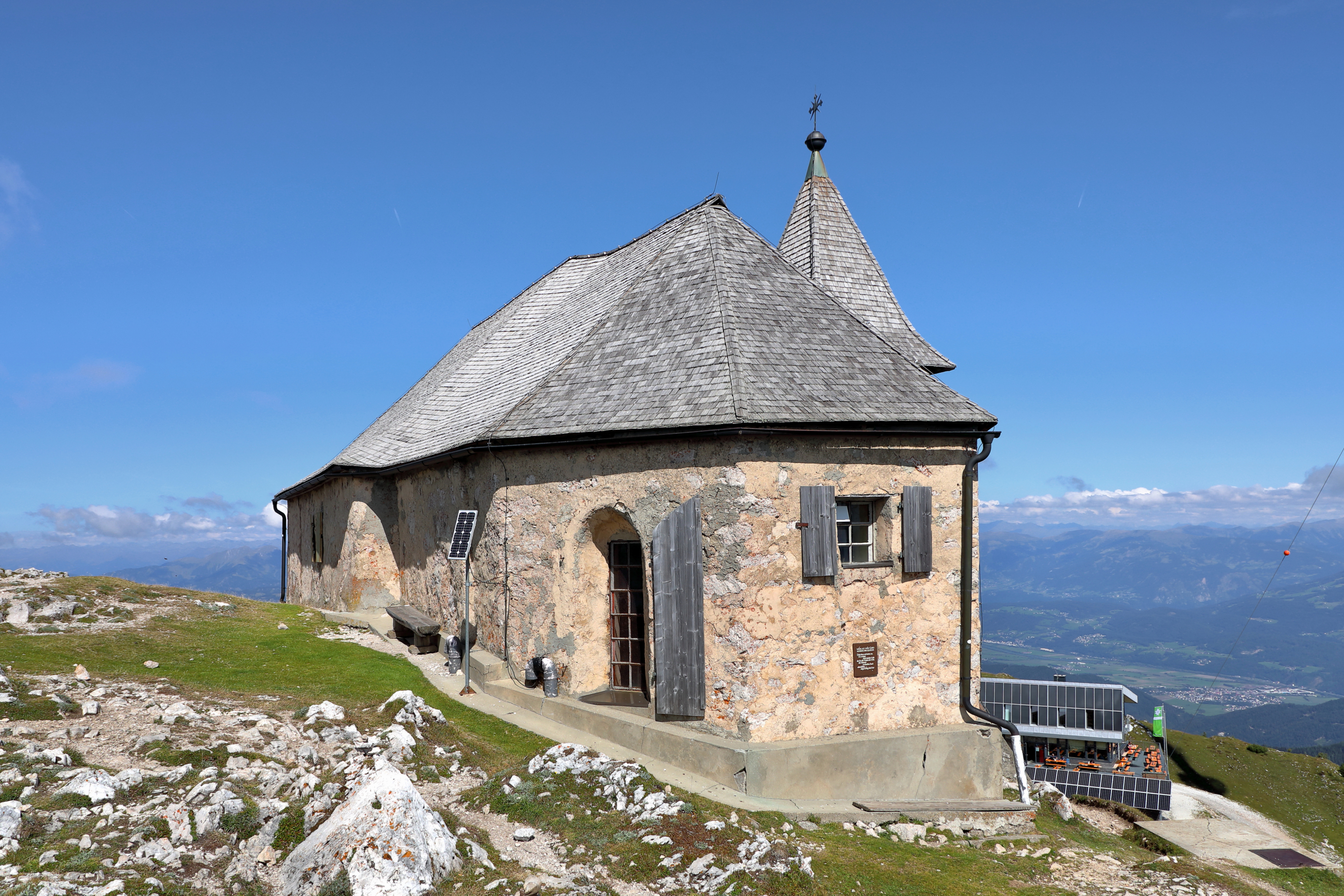
La chiesa Maria am Stein.

Il Dobratsch (2.166 m s.l.m.) è una montagna delle Alpi della Gail. Si trova nella regione austriaca della Carinzia sui bordi della Gailtal. A 2.150 m vi si trova la chiesa Maria am Stein che risulta essere la chiesa più alta in Europa.
La ORF Radio Kaernten ha installato un potente trasmettitore di (100 kW EIRP), che irradia il segnale radio su 97,80 MHz nelle zone di confine limitrofe della Carinzia, ovvero l’area di Tarvisio (UD) e la Val Canale.